# Pachycerianthus
Genre

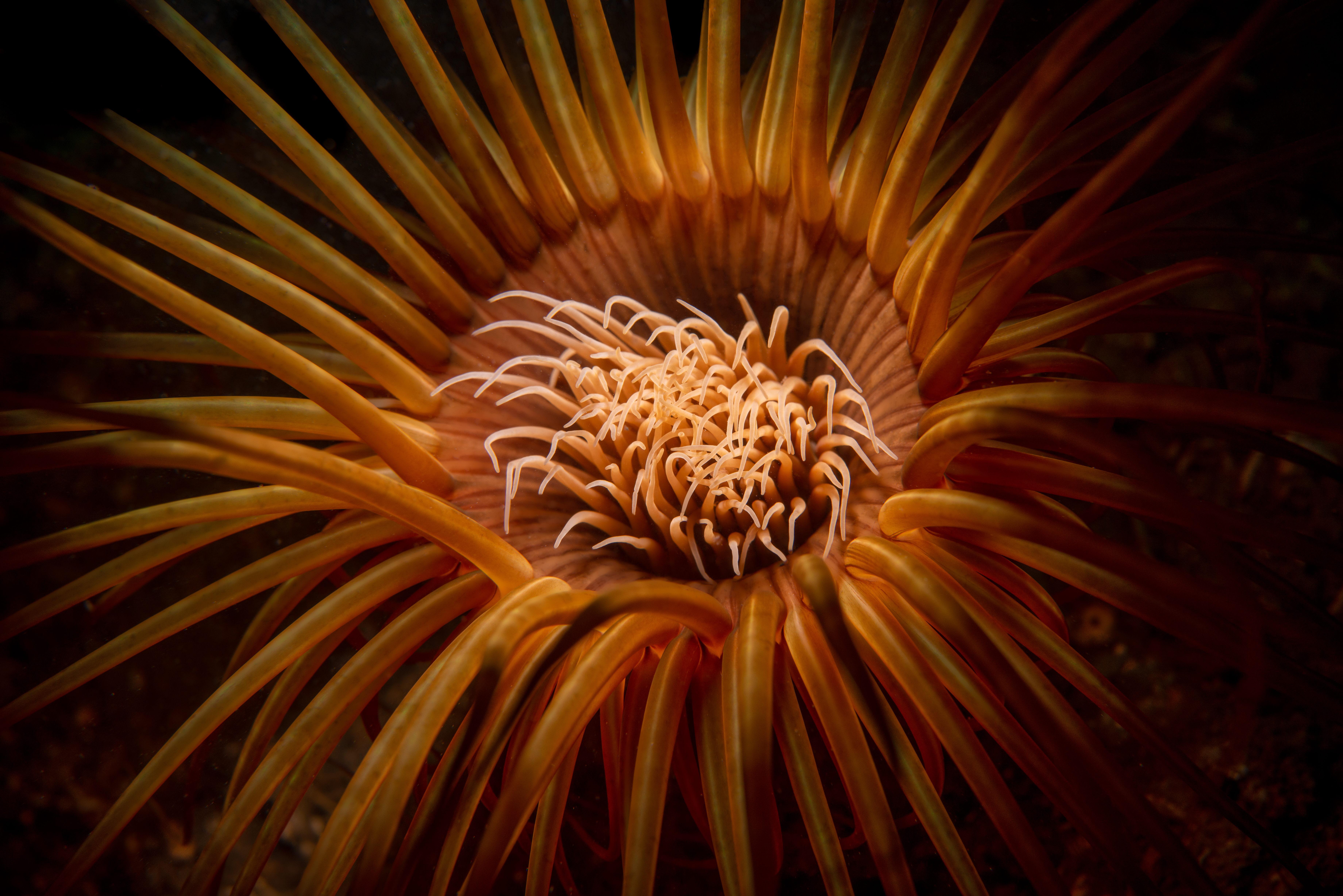
Pachycerianthus dans la Mare Piccolo à Tarente, Italie. Octobre 2019.

Pachycerianthus est un genre de cnidaires anthozoaires de la famille des Cerianthidae.

## Liste des espèces
Selon World Register of Marine Species (09 janvier 2023) :
- Pachycerianthus aestuari Torrey & Kleeburger, 1909
- Pachycerianthus antarcticus Stampar, Mills & Keable, 2020
- Pachycerianthus borealis Verrill, 1873
- Pachycerianthus curacaoensis Den Hartog, 1977
- Pachycerianthus delwynae Carter, 1995
- Pachycerianthus dohrni van Beneden, 1924
- Pachycerianthus fimbriatus McMurrich, 1910
- Pachycerianthus fiordlandensis Stampar, Mills & Keable, 2020
- Pachycerianthus insignis Carlgren, 1951
- Pachycerianthus johnsoni Torrey & Kleeburger, 1909
- Pachycerianthus magnus Nakamoto, 1919
- Pachycerianthus maua Carlgren, 1900
- Pachycerianthus monostichus McMurrich, 1910
- Pachycerianthus multiplicatus Carlgren, 1912
- Pachycerianthus nobilis Haddon & Shackleton, 1893
- Pachycerianthus schlenzae Stampar, Morandini & Silveira, 2014
- Pachycerianthus solitarius Rapp, 1829
- Pachycerianthus torreyi Arai, 1965

## Systématique
Le nom valide complet (avec auteur) de ce taxon est Pachycerianthus Roule, 1904.